# Xipiu de Cochabamba
El xipiu de Cochabamba (Poospiza garleppi) és un ocell de la família dels tràupids (Thraupidae).

## Hàbitat i distribució
Habita els boscos de Polylepis i terres de conreu, a la zona de la puna, a Bolívia central